# Lakehills
Lakehills és una concentració de població designada pel cens dels Estats Units a l'estat de Texas. Segons el cens del 2000 tenia 4.668 habitants.

## Demografia
Segons el cens del 2000, Lakehills tenia 4.668 habitants, 1.874 habitatges, i 1.330 famílies. La densitat de població era de 59,5 habitants/km².
Dels 1.874 habitatges en un 29,3% hi vivien nens de menys de 18 anys, en un 59,9% hi vivien parelles casades, en un 6,6% dones solteres, i en un 29% no eren unitats familiars. En el 22,8% dels habitatges hi vivien persones soles el 8,6% de les quals corresponia a persones de 65 anys o més que vivien soles. El nombre mitjà de persones vivint en cada habitatge era de 2,49 i el nombre mitjà de persones que vivien en cada família era de 2,92.
Per edats la població es repartia de la següent manera: un 24,6% tenia menys de 18 anys, un 5,4% entre 18 i 24, un 28,2% entre 25 i 44, un 27,9% de 45 a 60 i un 13,9% 65 anys o més.
L'edat mediana era de 41 anys. Per cada 100 dones de 18 o més anys hi havia 101,5 homes.
La renda mediana per habitatge era de 42.964 $ i la renda mediana per família de 49.464 $. Els homes tenien una renda mediana de 32.444 $ mentre que les dones 26.158 $. La renda per capita de la població era de 21.100 $. Aproximadament el 7,8% de les famílies i el 10,5% de la població estaven per davall del llindar de pobresa.

## Poblacions més properes
El següent diagrama mostra les poblacions més properes.